# Jehuda Ben Mose
Jehuda Ben Mose war ein jüdischer Übersetzer, Leibarzt und Astronom am Hofe Alfons des Weisen von Kastilien-León im 13. Jahrhundert.
Er war neben Isaak Ibn Sid die bedeutendste Persönlichkeit an der Übersetzerschule von Toledo.
Eine Legende besagt, dass er eine Krankheit des portugiesischen Kronprinzen Dionysius, die von den Hofpriestern auf dessen Beschäftigung jüdischer Beamter zurückgeführt wurde, richtig als Blutgerinnsel erkannte. Durch eine erfolgreiche Operation wäre die drohende Vertreibung der Juden aus Spanien und Portugal verhindert worden.